# Hunter's Walk
Hunter's Walk è una serie televisiva britannica in 39 episodi trasmessi per la prima volta nel corso di 3 stagioni dal 1973 al 1976.
È una serie del genere poliziesco incentrata sulle vicende in una stazione della polizia di una piccola cittadine del Northamptonshire, in Inghilterra.

## Personaggi e interpreti

### Personaggi principali
- Sergente Ken Ridgeway (39 episodi, 1973-1976), interpretato da Davyd Harries.
- Detective Sergente Smith (39 episodi, 1973-1976), interpretato da Ewan Hooper.
- Fred Pooley (39 episodi, 1973-1976), interpretato da Duncan Preston.
- Harry Coombes (39 episodi, 1973-1976), interpretato da Charles Rea.
- Detective Mickey Finn (38 episodi, 1973-1976), interpretato da David Simeon.
- Betty Smith (37 episodi, 1973-1976), interpretato da Ruth Madoc.

### Personaggi secondari
- Brenda (4 episodi, 1974-1976), interpretato da Diana Rayworth.
- Glenn (3 episodi, 1973-1976), interpretato da Mike Lewin.
- Lil Foster (2 episodi, 1973-1976), interpretato da Wendy Gifford.
- Alice Haines (2 episodi, 1973-1976), interpretato da Mary Healey.

## Produzione
La serie, ideata da Ted Willis, fu prodotta da John Cooper per la Associated Television. Le musiche furono composte da Derek Scott.

### Registi
Tra i registi sono accreditati:
- Robert Tronson in 7 episodi (1973-1974)
- Ron Francis in 5 episodi (1973-1976)
- John Cooper in 3 episodi (1973-1976)
- Peter Jeffries
- Victor Menzies
- Hugh Munro
- John Nelson-Burton
- Tony Wharmby

### Sceneggiatori
Tra gli sceneggiatori sono accreditati:
- Richard Harris in 5 episodi (1973-1974)
- Peter Hammond in 2 episodi (1973)
- Nicholas Palmer in 2 episodi (1973)
- Bob Baker in 2 episodi (1974-1976)
- Dave Martin in 2 episodi (1974-1976)
- Ted Willis in un episodio (1973)
- Lance Peters
- Jack Ronder

## Distribuzione
La serie fu trasmessa nel Regno Unito dal 4 giugno 1973 al 24 agosto 1976 sulla rete televisiva Independent Television.

## Episodi
| Stagione         | Episodi | Prima TV Regno Unito | Prima TV Italia |
| ---------------- | ------- | -------------------- | --------------- |
| Prima stagione   | 13      | 1973                 |                 |
| Seconda stagione | 13      | 1974                 |                 |
| Terza stagione   | 13      | 1976                 |                 |